# الجسر (الشاهل)

تعديل مصدري - تعديل

الجسر هي إحدى قرى عزلة جانب اليمن بمديرية الشاهل التابعة لمحافظة حجة، بلغ تعداد سكانها 234 نسمة حسب تعداد اليمن لعام 2004.